# Soanierana Ivongo
Soanierana Ivongo – miasto w północno-wschodnim Madagaskarze, w prowincji Toamasina. Według szacunków na 2008 rok liczy 41 202 mieszkańców.